# Futbolowa gorączka
Futbolowa gorączka (ang. Fever Pitch, w Stanach Zjednoczonych także pod tytułem Fever Pitch: A Fan's Life) – wydana w 1992 roku autobiograficzna książka autorstwa brytyjskiego pisarza Nicka Hornby’ego. Na jej podstawie nakręcono dwa filmy:
- w 1997 roku brytyjska Miłość kibica
- w 2005 roku amerykańska Miłosna zagrywka

W Futbolowej gorączce Hornby opowiada o sobie nie jako o zwykłym człowieku, lecz kibicu Arsenalu, a zamiast dzielić kolejne rozdziały według lat, dzieli je podług sezonów i rozgrywanych w nich meczów.